# Poaephyllum
Poaephyllum là một chi thực vật có hoa trong họ, Orchidaceae.